# Archibald Hall
Archibald Thomson Hall (também conhecido como Roy Fontaine), (17 de junho de 1924 - 16 de setembro de 2002), era um assassino serial e ladrão britânico. Nascido em Glasgow, na Escócia, ele ficou conhecido como o Mordomo Assassino ou o Mordomo Monstro depois de cometer crimes enquanto trabalhava para membros da aristocracia britânica. Até sua morte, ele era a pessoa mais velha a cumprir prisão perpétua.

## O início do crime
A carreira criminosa de Archibald começou como um ladrão aos 15 anos de idade. Ele depois passou à invasão a domicílio. Por sua bissexualidade, ele então se infiltrou na cena gay londrina, depois de se mudar com os lucros de seus crimes. Ele cumpriu sua primeira condenação por tentar vender, em Londres, joias que tinha roubado na Escócia. Lá, estudou antiguidades e aprendeu a etiqueta da aristocracia, também teve aulas de elocução para amenizar seu sotaque escocês.
Depois de sua soltura, ele começou a usar o nome Roy Fontaine — uma homenagem à atriz Joan Fontaine — e a trabalhar como mordomo,  ocasionalmente voltando à prisão por outros roubos de joias. Durante este tempo, ele se casou e se divorciou.

## De ladrão a assassino
Em 1975, Hall foi solto da prisão e voltou para a Escócia. Ele começou a trabalhar com mordomo para Margaret Hudson, que viveu na Kirtleton House, em Dumfriesshire. Hall planejava roubar seus objetos de valor, mas nunca o fez, pois percebeu que gostava demais tanto de seu emprego quanto de sua patroa.
Quando um conhecido e ex-amante de Archibald, David Wright, começou a trabalhar como guarda de caça da propriedade em 1977, os dois brigaram depois de Wright algumas das joias de Lady Hudson e ameaçar contar a ela sobre o passado criminoso de Hall caso fosse denunciado.
Hall levou Wright para caçar coelhos em uma tentativa de chegar à uma solução amigável. No campo, ele atirou em Wright e o enterrou perto dos terrenos da Kirtleton House.
Hall se demitiu imediatamente - para a decepção de Lady Hudson - e se mudou para Londres onde ele combinou mais furto e extorsão com seu trabalho de mordomo para Walter Scott-Elliot de 82 anos, e sua mulher Dorothy, de 60 anos de idade. Scott-Elliot, que foi um membro do parlamento por Accrington pelo Partido dos Trabalhadores (Reino Unido) de 1945 a 1950, era rico e vinha da aristocracia escocesa. O plano de Hall era roubar seu dinheiro e ir embora, mas acabou matando os dois de a Sra. Scott-Elliot ouviu Hall e seu cúmplice, Michael Kitto, discutir seus planos. Kitto colocou um travesseiro sobre a boca de Dorothy e a sufocou. Eles então drogaram seu marido e rumaram à Escócia, ajudadas por uma conhecida e prostituta local, Mary Coggle. Dorothy foi enterrada em Braco, Perthshire. Seu marido foi então entrangulado com um cachecol e espancado com uma pá e enterrado na mata perto de Tomich, Invernesshire.
Sua próxima vítima era Coggle, que começou a usar as roupas e joias caras de Dorothy e assim trazendo muita atenção a si mesma. Depois de Coggle se recusar a tirar o casaco de pele, que era evidência potencialmente incriminante, Hall e Kitto a mataram com um atiçador e deixaram seu corpo em um celeiro em  Middlebie, Dumfriesshire, onde foi descoberto em 25 de dezembro de 1977 por um pastor.
A última vítima da dupla foi o meio-irmão de Archibald, Donald, um pedófilo recém-saído da prisão o qual Hall odiou. Hall e Kitto os encontraram na casa de férias de Hall em Cumbria, ele disseram a Donald que em seu próximo furto teriam que amarrar alguém e o convenceram a deixá-los praticar nele. Depois de amarrar o irmão, Archibald derramou uma garrafa de clorofórmio por sua garganta antes de afogá-lo na banheira. A tentativa de se livrar do corpo levou à queda de Hall e Kitto.

## Prisão
Hall e Kitto colocaram o corpo no porta-malas do carro e dirigiram até a Escócia para enterrá-lo. Entretanto, uma tempestade de neve fazia com que a viagem seja muito perigosa. Assim, chegando em North Berwick em East Lothian, eles decidiram pernoitar em um hotel para diminuir as chances de sofrer um acidente.
Entretanto, os movimentos escusos de Hall e Kitto deixaram o hoteleiro desconfiado e, preocupado se seria pago ou não, ele chamou a polícia por precaução. Quando a polícia chegou, eles procuraram o carro de Hall e encontraram o cadáver.
Kitto foi preso mas Hall escapou por uma janela do banheiro. Ele foi capturado em uma blitz policial perto de Haddington.
A polícia então ligou o carro de Hall a um número de registro de um veículo anotado por comerciante de antiguidades desconfiado de Newcastle upon Tyne, a qual dois homens ofereceram prata e porcelana por um preço abaixo de seu verdadeiro valor. A polícia rastreou o carro até o endereço dos Scott-Elliot em Londres e encontraram o apartamento sem muitos dos seus objetos de valor e salpicado de sangue. Isso também levou a polícia ao assassinato de Coggle, cujo corpo já havia sido encontrado e que tinha sido identificada como uma criada dos Scott-Elliot. A polícia tinha provas de que três homens (incluindo o Scott-Elliot) e uma mulher pernoitaram em um hotel escocês, mas que na outra noite somente dois homens - Hall e Kitto - voltaram.
Hall tentou e não conseguiu cometer suicídio na prisão antes de revelar a localização das três vítimas que enterrou. Sob muita neve e baixíssimas temperaturas, e com a mídia assistindo, a polícia desenterrou os corpos de David Wright e de Walter e Dorothy Scott-Elliot. Eles acusaram Hall e Kitto de cinco assassinatos.

## Prisão e morte
Hall foi condenado em Londres e Edinburgo de quatro homicídios - o assassinato de Dorothy Scott-Elliot foi tratado como arquivo morto - e sentenciado a prisão perpétua. Na Escócia, deveria cumprir pelo menos 15 anos e na Inglaterra o juiz ordenou para que nunca seja solto.
Kitto foi condenado a prisão perpétua por três homicídios, sem cumprir prisão na Escócia e com um mínimo de 15 anos na Inglaterra. A polícia disse que Kitto tinha, de uma forma, sorte por ir a julgamento, já que Hall planejava matá-lo também.
Hall publicou sua autobiografia, A Perfect Gentleman, em 1999. Ele morreu de derrame na prisão Kingston Prison, em Portsmouth, em 2002, aos 78 anos. A esta altura, ele era um dos mais velhos dos mais de 70 mil prisioneiros em prisões britânicas, e o primeiro a cumprir prisão perpétua

## Filme
Em 2005, o ator britânico Malcolm McDowell e o roteirista de Hollywood Peter Bellwood anunciaram que estavam procurando um diretor e financiamento para um filme baseado na vida de Hall. As gravações do filme Monster Butler começaram em 2012 e deve ser lançado em 2013.